# Vakoplchovití
Vakoplchovití (Burramyidae) se vyskytují v Austrálii a na Nové Guineji.
Převážně se živí podobně jako hmyzožravci (kterými však nejsou), ale krmí se také nektarem a někdy i ještěrkami. Jsou to noční zvířata a rádi žijí na stromech. Vakoplch trpasličí, který žije vysoko v horách, je jediný známý vačnatec, jehož zimní spánek trvá až 7 měsíců.
- Rod Burramys
  - vakoplch trpasličí (Burramys parvus)

- Rod Cercartetus
  - vakoplch dlouhoocasý (Cercartetus caudatus)
  - vakoplch západní (Cercartetus concinnus)
  - vakoplch tasmánský (Cercartetus lepidus)
  - vakoplch drobný (Cercartetus nanus)